# Tragacantha penduliflora
Tragacantha penduliflora là một loài thực vật có hoa trong họ Đậu. Loài này được (Lam.) Kuntze miêu tả khoa học đầu tiên năm 1891.